# Frank Dikötter
Frank Dikötter (/diːˈkʌtər/; en chino: 馮客; en pinyin: Féng Kè) es un historiador holandés, especialista en China moderna. Es el autor de La Gran Hambruna de Mao, que ganó el Premio Samuel Johnson en el 2011.  Dikötter es profesor en la cátedra de humanidades en la Universidad de Hong Kong, donde imparte cursos sobre Mao Zedong y la Gran Hambruna China.  Anteriormente fue profesor de historia moderna de China en la Escuela de Estudios Orientales y Africanos de la Universidad de Londres.
Su trabajo ha sido descrito como 'audaz y atractivamente revisionista' por Pankaj Mishra. Esto llevó a una disputa pública entre Dikötter y Mishra.

Dikötter afirma en su obra Cultura Narcótica que la prohibición del consumo de opio en China produjo mayor daño que los pretendidos efectos positivos de aquella. Tanto esa obra como Cero Paciencia han sido cuestionadas por algunos académicos. La historiadora estadounidense Kathleen L. Lodwick concluye en una reseña publicada en China Review International:
"Cultura Narcótica parece de ser una de las historias revisionistas de las que últimamente se han producido varias, con el propósito de convencernos de que el imperialismo no era tan malo, o al menos que no deberíamos culpar a los imperialistas, en este caso los comerciantes de opio, quienes hicieron grandes fortunas de su comercio, por los problemas sociales que crearon. Una mayor atención a la exactitud en la bibliografía habría percibido algunos errores que aparecen más de una vez y por lo tanto no son simplemente errores tipográficos. La obra es una lectura interesante para los especialistas." 
 Llamó a la rehabilitación de la historia de la República China entre 1912 y 1949 en La Edad de la Transparencia. Sus obras La Gran Hambruna de Mao y La Tragedia de la Liberación, tratan de los primeros años de la República Popular China y específicamente el terror y la hambruna asociados con la China de Mao. 

## Obras
- 1992: El Discurso Racial en la China Moderna
- 1995: Sexo, Cultura y Modernidad en China: Ciencia Médica y la Construcción de Identidades Sexuales en el Periodo Republicano Inicial
- 1997: La Construcción de Identidades Raciales en China y Japón
- 1998: Concepciones Imperfectas: Conocimiento Médico, Defectos de Nacimiento y Eugenesia en China
- 2002: Crimen, Castigo y la Prisión en la China Moderna
- 2003: Cero Paciencia: China y el Mito de la Peste del Opio
- 2004: Cultura del Narcótico: Una Historia de Drogas en China
- 2007: Mercancías Exóticas: Objetos Modernos y la Vida Diaria en China
- 2008: La Edad de la Transparencia: China Antes de Mao
- 2010: La Gran Hambruna de Mao: La Historia de la Catástrofe más Devastadora de toda China, 1958–1962
- 2013: La Tragedia de la Liberación: Historia de la Revolución Comunista, 1945–1957
- 2016: La Revolución Cultural: la historia de un Pueblo, 1962-1976

## Premios
- 2011: Premio Samuel Johnson por La Gran Hambruna de Mao